# قیچی‌سانیان
قیچی‌سانیان (نام علمی: Forficulina) نام یک زیرراسته از راسته گوش‌خیزک است.